# Neurigona pallida
Neurigona pallida är en tvåvingeart som först beskrevs av Fallen 1823.  Neurigona pallida ingår i släktet Neurigona och familjen styltflugor. Arten är reproducerande i Sverige. Inga underarter finns listade i Catalogue of Life.